# Apis mellifera ruttneri
La abeja de Malta (Apis mellifera ruttneri)es una subespecie de abeja doméstica de la rama de Oriente Medio. Habita la Isla de Malta. Fue clasificada por Sheppard, W.S., M.C. Arias, M.D. Meixner and A. Grech en 1997, dedicada a Friedrich Ruttner. Es una típica subespecie de isla como Apis mellifera adamii en Creta y otras.